# ینگی‌نشان
ینگی نشان (به ازبکی: Yangi Nishon) یک منطقهٔ مسکونی در ازبکستان است که در شهرستان نشان واقع شده‌است. ینگی نشان ۱۱٬۰۶۷ نفر جمعیت دارد.